# Hofburg
O Hofburg, ou Palácio Imperial de Hofburg, é um grandioso palácio em Viena, Áustria. Tem as suas origens num castelo-fortaleza medieval, datado do século XIII, sendo continuamente ampliado até o início do século XX. O  Hofburg fica voltado para a Heldenplatz, mandada executar durante o reinado do imperador Francisco José, como parte do nunca concluído Kaiserforum.
Foi a residência oficial e centro do poder dos Habsburgos, soberanos do Ducado da Áustria entre 1278 e 1918, que o usaram como sua principal residência de Inverno, enquanto o Schloss Schönbrunn era o seu palácio preferido para o Verão. Entre as personalidades históricas que nasceram no Hofburg destaca-se Maria Antonieta, em 1755 e também a Primeira Imperatriz do Brasil, a arquiduquesa Leopoldina da Áustria em 1797.
Com mais de 2 600 salas e ocupando uma área de 20 hectares, a sua grandiosidade arquitectónica e os seus grandes jardins dominam a paisagem da região central de Viena.
Actualmente, o vasto complexo abriga a Biblioteca Nacional Austríaca, a Escola Espanhola de Equitação, os gabinetes do presidente da Áustria e museus, dentre os quais se destacam as alas preservadas dos antigos aposentos imperiais, as salas usadas durante o Congresso de Viena e a colecção de tesouros sacros e obras de arte acumuladas pelos Habsburgos durante os quase sete séculos de reinado.
Na Burgkapelle, antiga capela privativa da corte, construída no século XIII, apresentam-se todos os domingos os famosos Pequenos Cantores de Viena.

## História e arquitectura
O Hofburg foi a sede do poder dos reis e imperadores do Sacro Império Romano-Germânico na Áustria de 1438 a 1583 e de 1612 a 1806, tendo servido, a partir dessa data, de sede do Imperador da Áustria até 1918. Actualmente é a sede oficial do Presidente da Áustria.
As partes mais antigas datam do século XIII, tendo sido criadas, provavelmente, pelo último Babenberg ou por Otacar II da Boémia. Anteriormente existia um castelo do landesherr austríaco na Praça Am Hof, próximo da abadia de Schottenstift.
O Hofburg foi ampliado ao longo dos séculos de forma a incluir:
- várias residências (com o Amalienburg);
- capelas (Hofkapelle, Hofmusikkapelle, Burgkapelle);
- museus (o Naturhistorisches Museum e o Kunsthistorisches Museum);
- a Biblioteca Imperial (Hofbibliothek, actual Prunksaal);
- o tesouro (Schatzkammer);
- o teatro nacional (Burgtheater);
- a escola de equitação (Hofreitschule); e,
- e os estábulos dos cavalos (o Stallburg e o Hofstallungen).

Numerosos arquitectos executaram trabalhos no Hofburg à medida que este ia sendo ampliado, nomeadamente o arquitecto-engenheiro italiano Filiberto Luchese (na Leopoldischiner Trakt),  Lodovico Burnacini e Martino and Domenico Carlone, os arquitectos barrocos Lukas von Hildebrandt e Joseph Emanuel Fischer von Erlach (na Reichskanzleitrakt e na Escola de Equitação de Inverno),  Johann Fischer von Erlach (na biblioteca), e os arquitectos do grandioso Neue Burg, construído entre 1881 e 1913.

### OSchweizerhof
O actual Schweizerhof ("Pátio Suiço"), com a forma de um quadrilátero, representa aproximadamente o espaço do antigo castelo. Foi construído, em estilo renascentista, durante o reinado do imperador Carlos V pelo seu irmão Fernando, à época Rei dos Romanos e, mais tarde, imperador Fernando I (a partir de 1556).
Contém a  capela gótica (construída no século XV) e a Câmara do Tesouro (uma filial do Kunsthistorisches Museum), que conta, entre outras, com os símbolos de poder do Sacro Império Romano-Germânico (as Reichskleinodien) e do Império Austríaco. É também aqui que a Hofmusikkapelle (Capela de Música da Corte) tem a sua sede. É sobre o Schweizertor ("Portão Suiço"), a entrada vermelho e negra desta secção, que se encontram enumerados os títulos do Imperador Fernando I e expostas as insígnias da Ordem do Tosão de Ouro. Num nicho lateral encontra-se a Schweizerhofbrunnen ("Fonte do Pátio Suiço"), de 1552, com a águia imperial, cuja austera bacia é feita numa pedra branca, a chamada Kaiserstein ("Pedra do Imperador"), vinda das pedreiras de Kaisersteinbruch. A fonte encontrava-se no término duma canalização, já executada em 1534, por onde a água corria para o castelo vinda da área suburbana de Sankt Ulrich.
Abaixo desta ala desde há muito que se encontrava o pátio da cozinha.

### OStallburg
Apesar de fisicamente não estar ligado com o resto do complexo, o Stallburg (Estábulos Imperiais) do Hofburg foi originalmente construído para o príncipe herdeiro Maximiliano II. Diz-se que Fernando I não queria alojar o seu filho sob o seu tecto, uma vez que Maximiliano se havia inclinado para o protestantismo.
Esta estrutura acomodou, mais tarde, a colecção de arte do arquiduque Leopoldo Guilherme da Áustria, o irmão amante das artes do imperador Fernando III. Esta colecção viria a formar o coração do posterior Kunsthistorisches Museum, instituído a partir de 1889.
Só mais tarde este edifício serviu para alojar os cavalos imperiais, sendo usado ainda hoje como Escola Espanhola de Equitação (Spanische Hofreitschule).

### OAmalienburg
Do outro lado do Schweizertor fica o Amalienburg. Esta secção do palácio recebeu o nome em homenagem a Guilhermina Amália de Brunsvique-Luneburgo, a viúva de José I. No entanto esta ala já estava em uso havia mais de um século quando recebeu esta designação, tendo sido construída como residência vienense do imperador Rodolfo II, em estilo maneirista. Digna de nota é a pequena torre com a sua cúpula e o relógio astronómico na sua fachada. Ao centro do Amalienhof ("Pátio de Amália") existe uma fonte renascentista cuja bacia é feita em kaiserstein.

### ALeopoldinischen Trakt
A ligação entre o Amalienburg e o Schweizerhof é feita pela Leopoldinische Trakt ("Ala de Leopoldo"), a qual foi erguida na década de 1660 pelo imperador Leopoldo I. O arquitecto foi Filiberto Lucchese e a execução esteve a cargo s mestres-de-obras italianos Carl Martin Carlone e Dominico Carlone. Grosso modo, as pedras necessárias para a construção desta ala vieram da pedreira de Kaisersteinbruch, tendo sido talhadas pelos mestres Ambrosius Ferrethi e Camillo Rezi. Segundo as listas registadas nos livros do Camerale existentes nos arquivos da câmara da corte foi usada kaiserstein: para a fachada, para as grandes mísulas salientes da cornija, para a escadaria da época e para o portal mais recente.
Após o cerco turco de 1683, a ala foi reconstruída por Giovanni Pietro Tencala, sendo elevada com mais um piso. De acordo com a sua arquitectura, a ala continuou a apresentar um aspecto típico do renascimento tardio. Em 1752, foi construída uma varanda pelos mestres pedreiros da corte Elias Hügel e Johann Baptist Regondi. É nesta ala que se encontram, actualmente, os gabinetes do Presidente da Áustria. A secção baixa desta ala, assim como a do Amalienburg, servia de enorme adega ao Hofburg.

### AHofbibliothek
A Hofbibliothek ("Biblioteca da Corte") era originalmente um edifício independente situado no exterior do complexo, na actual Josephsplatz. A biblioteca fundada pelo imperador Carlos VI é o actual Prunksaal (Salão de Aparato) da Österreichische Nationalbibliothek (Biblioteca Nacional Austríaca). A sua construção foi iniciada, em 1721, por Johann Bernhard Fischer von Erlach e concluída após a sua morte, em 1723, pelo seu filho Joseph Emanuel. Esta magnífica galeria contém a colecção de livros do príncipe Eugénio de Saboia, um enorme tecto afrescado por Daniel Gran e estátuas de imperadores executadas por Paul Strudel, o que faz desta secção do Hofburg a mais significativa em termos artísticos.
Fischer von Erlach criou apenas uma ligação ao resto do palácio através da Schweizertrakt ("Ala Suíça"), não existindo, portanto, acesso público à biblioteca, a qual, na realidade, foi concebida desde o início como uma instituição quase pública. Na acta cerimonial de 23 de abril de 1731 relara a Inspecção da nova biblioteca por sua majestade imperial e pela arquiduquesa. Apenas em 1733 foi comprado um pequeno edifício adjacente ao convento dos agostinianos para a construção da grande escadaria de serviço.
A decoração exterior, com figuras no ático, foi executada por Lorenzo Mattielli em 1726. Ele colocou uma estátua de Pallas Athene conduzindo uma quadriga sobre a entrada principal. Na metade esquerda do telhado situou Atlas suportando o globo terrestre, flanqueado pela Astronomia e pela Astrologia, e no lado oposto Gaia com o globo terrestre, flanqueada pela Geometria e pela Geografia.
Aluimentos de terras ocorridos nos anos posteriores a 1760 obrigaram a algumas alterações efectuadas por Nicolaus do Pacassi. Na sequência destas modificações foi construída, em 1767, a escadaria de acesso ao actual Prunksaal, também ai sendo usada a kaiserstein polida para os degraus e patamares. Em 1769, o efifício esteve em risco de colapsar devido ao peso dos livros. Maria Teresa e José II providenciaram a consolidação do edifício sob supervisão do director de construções da corte, o Conde Losy von Losymthall, e do arquitecto da corte, o Barão Pacassi. Nesta ocasião foi criado um novo espaço aberto.
Em 1904, o Hofbaucomité (Comité de Construções da Corte) encomendou a concepção dum acesso à Hofbibliothek a partir da Josefsplatz. Os trabalhos de pedra foram realizados, em parte, a partir de antigos trabalhos já existentes e em parte a partir de nova kaiserstein.

### AReichskanzleitrakt
Um outro projecto de colaboração entre os pai e filho Fischer von Erlach deu origem à Winterreitschule (Escola de Equitação de Inverno), frente ao Stallburg (e onde o primeiro parlamento austríaco se reuniu em 1848) e à Reichskanzleitrakt (Ala da Chancelaria Imperial) frente à Leopoldinische Trakt. A última foi originalmente planeada por Johann Lucas von Hildebrandt e acomodava, além da Reichshofrat (Conselho Áulico), o Reichsvizekanzler (gabinetes do Vice-Chanceler Imperial), que era, de facto, o primeiro-ministro do Sacro Império Romano-Germânico, uma vez que a posição de Reichserzkanzler (Arquichanceler Imperial) — o qual era representado pelo Vice-Chanceler Imperial — era ocupado pelo Arcebispo de Mainz desde a Idade Média. Depois do final do Sacro Império Romano-Germânico, esta ala acolheu os aposentos do Duque de Reichstadt (Napoleão II) e mais tarde os do imperador Francisco José I.

### AMichaelertrakt
A Michaelertrakt (Ala de Miguel) também foi planeada, em 1726, por Joseph Emanuel Fischer von Erlach, e serve de ligação entre a Winterreitschule e a Reichskanzleitrakt. No entanto, devido ao facto do velho Burgtheater (Teatro Imperial) se erguer nesse espaço, esses planos permaneceram por realizar durante mais de um século e meio, até que Ferdinand Kirschner construiu a ala entre 1889 e 1893, utilizando um plano ligeiramente alterado.
Mais estruturas e anexos foram sendo sucessivamente acrescentados. Particularmente entre 1763 e 1769, Nicolaus von Picassi ligou um dos lado da Hofbibliothek com as outras partes do Hofburg e o outro com a Augustinerkirche (Igreja dos Agostinianos), criando dessa forma a actual Josephsplatz (Praça de José), um dos mais belos locais de Viena. Depois da renovação da Galeria Albertina, na década de 1820 por Joseph Kornhäusel, esta secção ficou igualmente ligada ao Hofburg.

### AHeldenplatz
Em 1809, uma parte do velho bastião adjacente ao velho castelo foi demolido no decorrer das Guerras Napoleónicas. Para se obter a presente Ringstraße, foram estabelecidos novos terrenos nos quais foi incorporado o neoclássico Burgtor (Portão do Castelo). Dentro das novas muralhas, erguidas em 1817, foram organizados três jardins: o Burggarten (o Jardim privado do Castelo), a Heldenplatz (Praça dos Heróis), como um relvado com boulevards, e o Volksgarten (Jardim do Povo), com o Theseustempel (Templo de Teseus), o qual, juntamente com o enquadramento do Burgtor, foi desenhado por Peter von Nobile.
Uma outra adição deste período (já de 1804) é a Zeremoniensaal (Galeria de Cerimónias), por Louis Montoyer, a qual, na época, constituía uma protusão saliente do complexo. Este foi rapidamente considerado desagradável e chamado de Nase (Nariz). No entanto, actualmente está totalmente integrado no Neue Burg (Novo Castelo).

### ONeue Burg

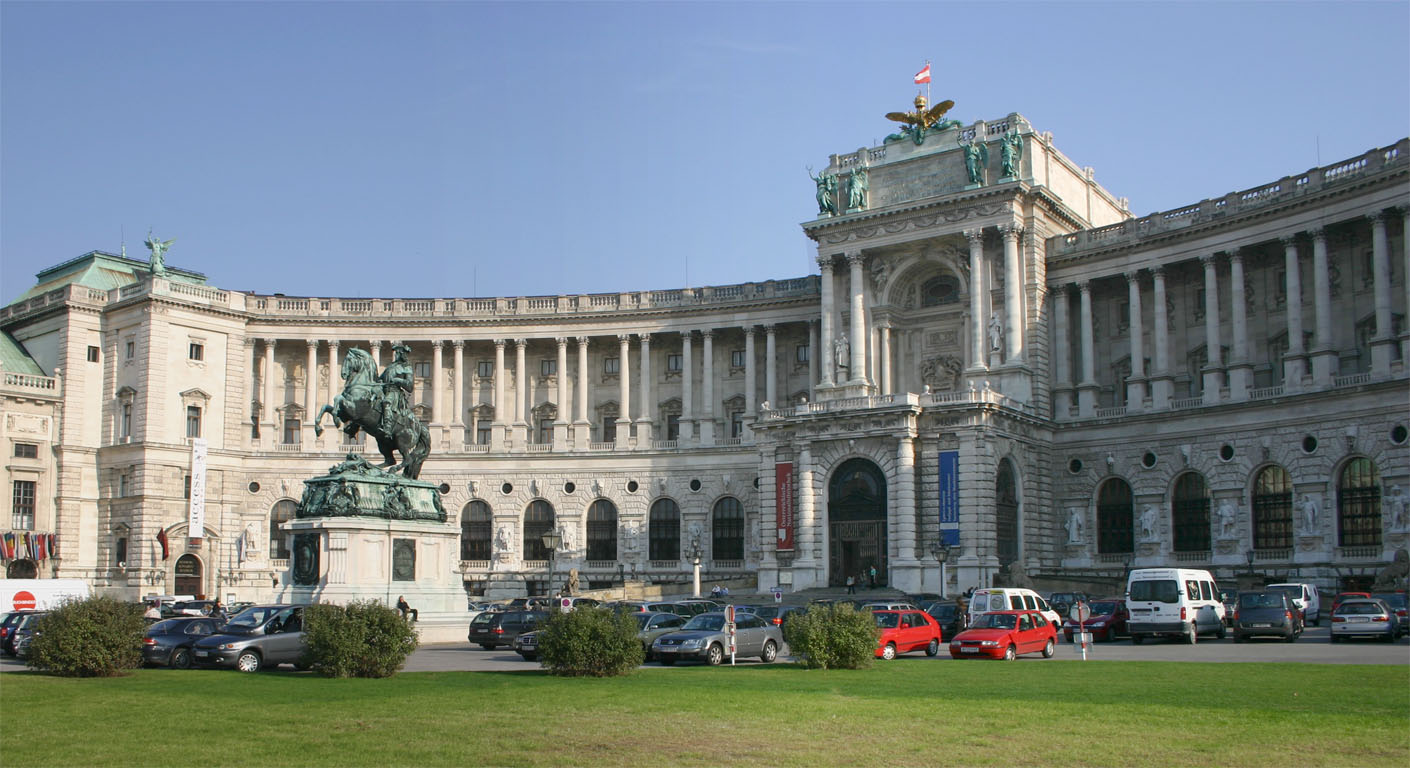
O Neue Burg visto da Heldenplatz. Em frente vê-se a estátua equestre do príncipe Eugénio de Saboia.

Na sequência do alargamento de Viena depois da demolição das muralhas da cidade, na década de 1860, o Hofburg teve a sua última grande expansão. Foi planeado um Kaiserforum (Forum Imperial) — uma estrutura com duas alas a erguer para além da Ringstraße, com dois museus gémeos (o Kunsthistorisches Museum e o Naturhistorisches Museum) como flancos e terminando nos antigos estábulos imperiais (o Hofstallungen, não confundir com o muito mais antigo Stallburg) de Fischer von Erlach. O projecto foi conduzido por Gottfried Semper e, mais tarde, por Karl Freiherr von Hasenauer. Os museus foram concluídos em 1891, mas a construção do resto do fórum arrastou-se lentamente. Para além da ostentação, nenhuma outra função pode ser encontrada para o enorme projecto de construção. Em 1913, a ala sudoeste, o Neue Burg (Novo Castelo), foi concluída. No entanto, o Kaiserforum nunca foi terminado. No seu lugar foram instaladas a Heldenplatz e a Maria-Theresien-Platz (Praça de Maria Teresa).
A ala do Neue Burg aloja, actualmente, numerosos museus (o Museu Ephesus, a Colecção de Armas e Armadras, a Colecção de Antigos Instrumentos Musicais e o Museu de Etnologia) assim como salas de leitura da Biblioteca Nacional Austríaca e o renomado Konferenzzentrum (Centro de Conferências Internacionais do Hofburg). Estátuas equestres dos dois mais impoantes marechais de campo austríacos, o príncipe Eugénio de Saboia e o Arquiduque Carlos, erguem-se nos focos da Heldenplatz. No dia 15 de Março de 1938, Adolf Hitler proclamou o Anschluss da varanda do Neue Burg  para a Heldenplatz, a entrada da Áustria para o Terceiro Reich (Deutsches Reich).
Digna de nota é a estátua equestre do imperador José II, por Franz Anton Zauner, no centro da Josephsplatz, assim como a estátua de Francisco I no inneren Burghof (Pátio Interior), por Pompeo Marchesi. Depois da conclusão da Michaelerplatze, duas fontes esculpidas foram instaladas na sua fachada: Die Macht zur See (O Poder no Mar), por Rudolf Weyr, e Die Macht zu Lande (O Poder na Terra), por Edmund Hellmer.
Na noite de 26 para 27 de novembro de 1992, ocorreu um grande incêndio no Hofburg, originado na área das Redoutensäle, na Josephsplatz. Uma parte do telhado, assim como do piso superior, arderam completamente. A sua renovação foi concluída em 1997, e a recém reconstruída secção contém, actualmente, paredes e tectos pintados por Josef Mikl.

## Museus no Hofburg

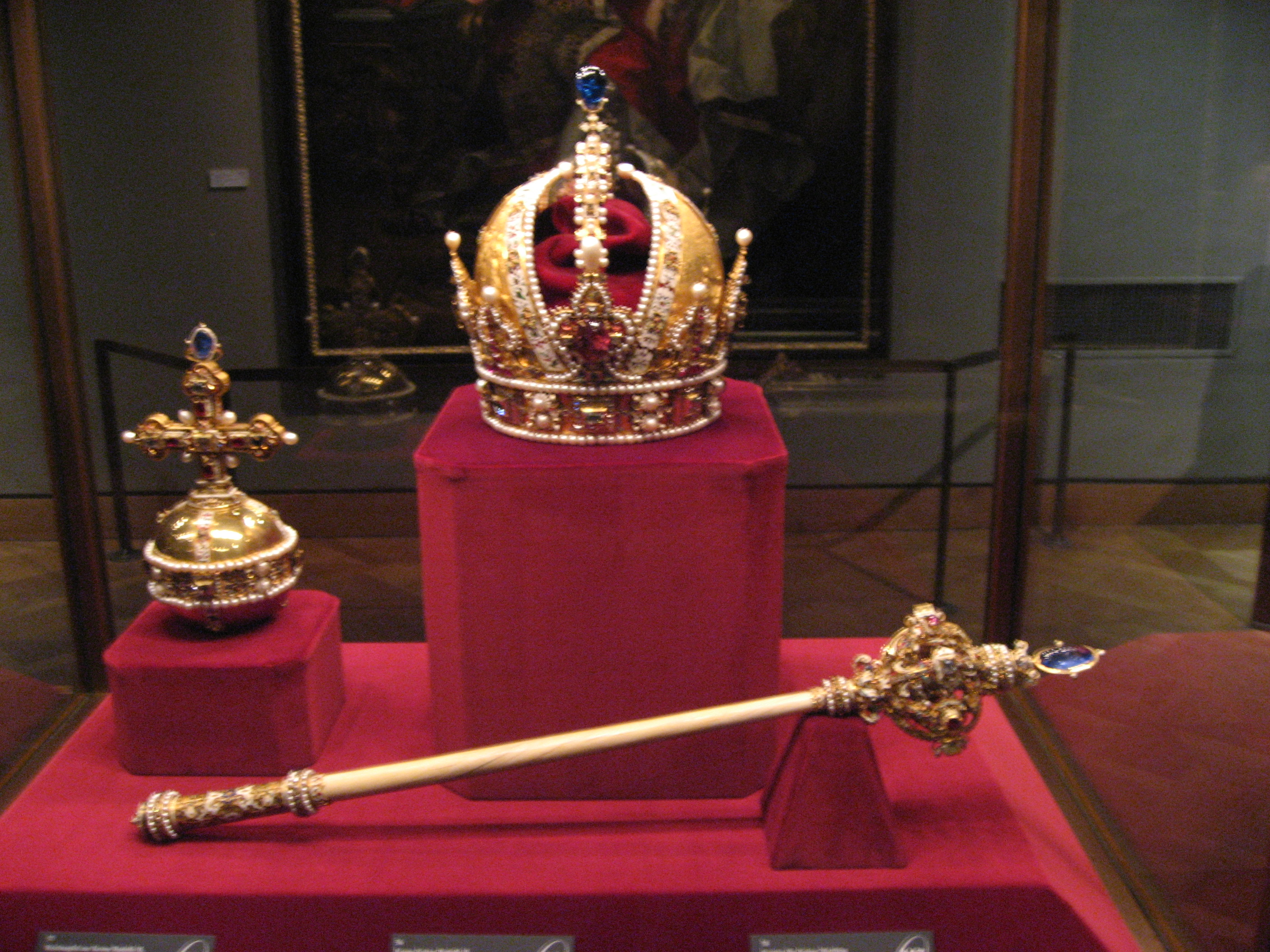
As insígnias imperiais austríacas encontram-se actualmente na Schatzkammer.

Os museus são geridos pela Betriebsges.m.b.H., assim como o Schloss Schönbrunn e o museu Hofmobiliendepot. Uma grande parte do complexo de edifícios foi arrendada e é usada por gabinetes de todos os tipos.
Nas salas históricas do Hofburg encontram-se três museus.

### OsKaiserappartements
Os Kaiserappartements (Apartamentos Imperiais), o Museu Sissi e a Silberkammer (Câmara de Prata) estão entre os sítios históricos mais visitados da Áustria. Na antiga residência dos Habsburgos ainda é possível visitar as  salas oficiais originais do imperador Francisco José I e da imperatriz Isabel da Áustria.
O museu Sissi está elaborado de forma a aproximar o visitante do mito e da realidade sobre a imperatriz Isabel (Sissi).

### OHofsilbereTafelkammer
O antigo Hofsilber e Tafelkammer apresenta preciosos serviços de porcelana, vidro e prata pertencentes aos Habsburgos.

### ASchatzkammer
A Schatzkammer (Câmara do Tesouro) alberga tesouros de arte sacra e profana. Acolhe as Jóias da Coroa jóias e os tesouros do Sacro Império Romano-Germânico e do Império Austríaco.

## A Moeda de Prata do Hofburg
O Hofburg é tão popular e famoso que serviu de motivo principal a uma das mais famosas moedas de prata de colecção: a moeda de 20 euros comemorativa do Renascimento.
A moeda mostra o Schweizertor do palácio. Estportão, como já foi dito acima, carrega os títulos e o brasão do Imperador Fernando I. Na moeda, aparece flanqueado por dois soldados da época como lembrança da época em que Viena estava abalada pelo cerco dos exércitos turcos, em 1529, assim como as lutas entre protestantes e católicos durante a Reforma.

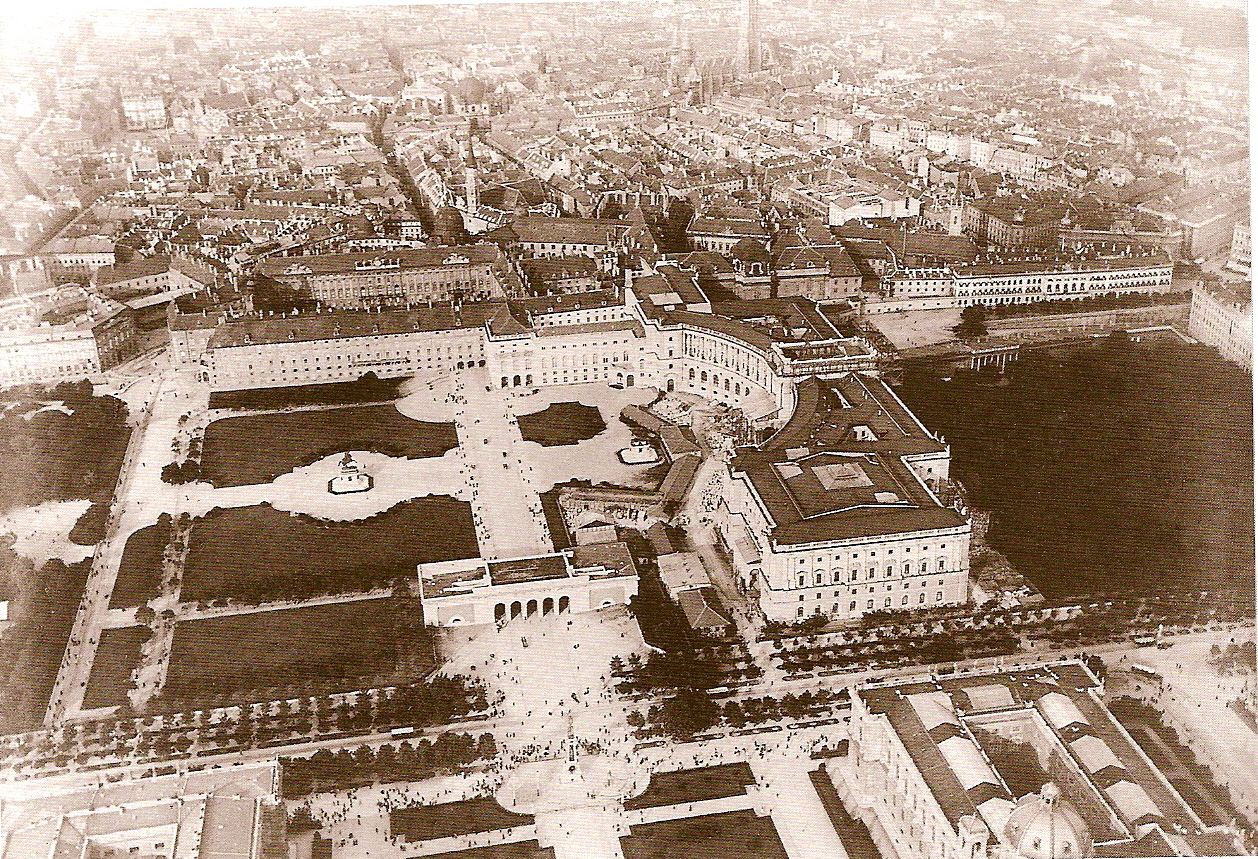
Vista aérea de todo o Hofburg numa fotografia de 1900